# 松坂村 (徳島県)
松坂村（まつさかそん）は、徳島県板野郡にあった村。現在の板野町の北西部にあたる。

## 地理
- 山岳 ： 鉢伏山
- 河川 ： 旧吉野川、黒谷川

## 歴史
- 1889年（明治22年）10月1日 - 町村制の施行により、矢武村・那東村・黒谷村・松谷村および犬伏村の大部分・大寺村の一部の区域をもって発足。
- 1955年（昭和30年）2月11日 - 板西町・栄村と合併して板野町が発足。同日松坂村廃止。

## 交通

### 鉄道路線
- 日本国有鉄道
  - 鍛冶屋原線
    - 犬伏駅 - 羅漢駅

### 道路
現在は旧町域を徳島自動車道が通過するが、当時は未開通。